# 津野美里
津野 美里（つの みさと、5月18日 - )は、日本のアイドルであり、2人組アイドルユニット・MANAMISAのメンバー。

## 来歴
2013年 - 2014年
- 2013年秋 - 2014年冬にかけて風男塾弟分オーディションが開催され約5000人の中から合格する。

- 2014年5月2日、インターネットテレビ『イケスタ』において初お披露目され、THE HOOPERS(ザ・フーパーズ)のメンバー、つばさとして活動を開始する。

2018年
- 12月6日、SHOWROOMでの放送にてイケメン女子プロジェクト大改革を行うとしザ・フーパーズとしての活動は2019年1月25日のワンマンライブがラストになる事、また、つばさは2019年1月25日のラストライブをもって活動を終了する事を発表した。[1]

2019年
- 1月25日、神田明神ホールにおいて、ザ・フーパーズラストライブ『FINAL FANTASIA〜愛の全部、For You!』が行われつばさの卒業、そしてザ・フーパーズとしての活動は終了となった。[2]

- 7月21日、自身のTwitterを開設。また、ラルムーンとして活動を再開することを発表した。[3]

2020年
- 11月14日、ラルムーン公式Twitterにてグループ名を&Ch!ll(アンチル)に改名することが発表された。[4]

2021年
- 2月、南まなと2人組ユニット「つのまな」を結成、9月以降は「MANAMISA(まなみさ)」として活動を開始。
- 5月22日、自身の生誕祭にて男性グループ「バグる」に「翼」として期間限定メンバーとして加入することが発表された。担当カラーはオレンジ。
- 8月18日、活動休止ラストライブを持って&Ch!llは活動休止。
- 12月31日、バグる翼卒業LIVEを持ってバグるを卒業した。

2022年
- 3月12日、YouTubeチャンネル「つのちゃんねる」を開設した。

2023年
- 5月10日、自身のTwitterにて交際中であった男性との結婚を報告した。[5]

## 出演
- THE HOOPERSとしての出演は「THE HOOPERS」の項を参照のこと。

### ライブ・イベント
- 津野美里 佐藤琴菜 〜トークショー&ミニライブ〜 (2019年11月17日、品川J-SQUARE)
- KOTOMISA♡クリスマスイベント⭐︎彡（2019年12月24日、casuarise東池袋）
- ことみさ❤️チョコレートディスコ（2020年2月29日、新宿レッドノーズ）
- ことみさ♡ホワイトチョコレートディスコ（2020年3月29日、渋谷SANKAKU）
- 津野美里jazz live（2020年7月29日、上野 エブリィスイング）

ジャズバーにて初のソロライブ、ジャズを歌唱
- 集まれ！”流星波群” 〜Sena 25th Birthday Anniversary Live〜（2020年9月5日、LOFT9 Shibuya)

元THE HOOPERS メンバー 星波の生誕ライブにサプライズ出演
- 津野美里ソロライブ（2020年10月30日、上野 エブリィスイング）
- 津野美里ソロライブ（2021年1月29日、上野 エブリィスイング）
- 津野美里ソロライブ（2021年3月29日、上野 エブリィスイング）
- 津野美里ソロライブ（2021年7月30日、上野 エブリィスイング）
- 津野美里ソロライブ（2021年10月29日、上野 エブリィスイング）
- 津野美里ソロライブ（2022年3月30日、上野 エブリスイング）
- 津野美里ソロライブ（2022年5月29日、上野 エブリィスイング）
- 未来生誕祭2022（2022年6月6日、エンタメ横丁)

元THE HOOPERS メンバー 未来（福田未来）の生誕ライブに 星波と揃ってサプライズ出演した。
- 津野美里ソロライブ（2022年8月28日、上野 エブリィスイング）
- 津野美里ソロライブ（2022年11月27日、上野 エブリィスイング）
- 津野美里ソロライブ（2023年1月29日、上野 エブリィスイング）

### テレビドラマ
- 日本テレビ『貴族誕生 –PRINCE OF LEGEND-』（2019年11月27日～12月26日）

### 配信
- YouTubeチャンネル「未来のMiracle Channel」未来Youtube LIVE Vol.2（2020年9月6日）ゲスト

元THE HOOPERSメンバー 未来の番組にゲスト出演の星波の生誕を祝うサプライズ出演
- YouTubeチャンネル「未来のMiracle Channel」女子2人旅 in浅草 #2（2020年9月29日）ゲスト

サプライズ出演
- 『ヴェートーベンpresents【#翼（#バグる）#津野美里 グレイテスト・ショー】 』（2021年9月19日、2部制）ゲスト
- YouTubeチャンネル「つのちゃんねる」（2022年3月12日〜）

津野美里自身の配信動画

### ミュージックビデオ
- 福田未来 & 牛島隆太『星空の帰り道』（2023年3月14日公開）

### CM
- 韓国チキンブランド「チョアチキン」公式CM（2023年4月29日）

## 脚引
1. ↑  “ザ・フーパーズ、イケメン女子プロジェクトの大改革により活動終了”.  音楽ナタリー (2018年12月6日). 2018年12月7日閲覧。
2. ↑  “イケメン女子グループ、ザ・フーパーズが神田明神ホールで熱狂のラストライブ開催！世界に向けた新プロジェクトが始動！”.  WWSチャンネル (2019年1月26日). 2019年1月26日閲覧。
3. ↑  津野美里 (2019年7月21日). “津野美里です！”. 2019年7月21日閲覧。
4. ↑  &ch!ll (2020年11月14日). “再始動”. 2020年11月14日閲覧。
5. ↑  津野美里 (2023年5月10日). “いつも応援して下さっている皆様にご報告がございます。”. 2023年5月10日閲覧。